# スキナツ
「スキナツ」は、SOFFet with mihimaru GTのシングル。2008年7月2日にrhythm zoneから発売された。

## 概要
SOFFetとmihimaru GTのコラボレーションシングル。
「mihimaru GT with SOFFet」名義のシングル「泣き夏」と同時発売された。
初回限定盤はDVD付き。

## 収録曲
1. スキナツ
日本テレビ系「音楽戦士 MUSIC FIGHTER」08年8月度POWER PLAY。
日本テレビ系「しゃべくり007」2008年7月度POWER PLAY。
音楽情報TV番組「Music B.B.」08年8月度エンディングテーマ曲。
2. ムービースター / SOFFet
3. スキナツ -Radio Edit-
4. スキナツ -Instrumental-
5. ムービースター -Instrumental-

### 初回限定盤DVD
1. スキナツ PV
2. スキナツ PVメイキング
3. 泣き夏 / mihimaru GT with SOFFet TV-SPOT